# 三灣鄉 (台灣)
三灣鄉（臺灣客家語四縣腔：samˊ vanˇ hiongˊ；海陸腔：samˋ van hiongˋ）
位於臺灣苗栗縣北端，面積約52平方公里，地處中港溪中流，月眉溪下流。東為南庄鄉，西南與西北鄰造橋鄉、頭份市，北連新竹縣峨眉鄉，南接獅潭鄉。境內山巒起伏，屬丘陵地帶。境內雨量由海岸向山區遞減，雨季主要在5月至9月。境內居民主要為客家族群，並佔全鄉總人口的99%，為全國客家人比例最高的鄉鎮。

## 地名由來
三灣鄉鄉名的「灣」字為陸上河流彎曲處，由於中港溪流經該鄉內連續繞三個大彎（內灣、二灣、三灣）並沖積成大片平原，而此大片平原即為先民最初至三灣開墾落腳之處。每個彎曲均有原野可設庄墾植，後易字義為灣，該地為第三，故得名「三灣」。 

## 人口
根據苗栗縣政府民政處統計，2024年底三灣鄉戶數約2.3千人，人口約5.8千人，其中約有75%以上為從事農業生產，鄉內人口最多與最少的村分別是三灣村與頂寮村，2024年底兩村人口分別為2,318人與229人。

## 政治

### 歷任首長
| 任次 | 姓名   | 備註 |
| ---- | ------ | ---- |
| 1    | 廖上桓 |      |
| 2    | 張居明 |      |
| 3    | 張居明 |      |
| 4    | 林順昌 |      |
| 5    | 林順昌 |      |
| 6    | 黃鈺明 |      |
| 7    | 黃鈺明 |      |
| 8    | 梁增海 |      |
| 9    | 梁增海 |      |
| 10   | 鍾澄賢 |      |
| 11   | 鍾澄賢 |      |
| 12   | 黃文貴 |      |
| 13   | 黃文貴 |      |
| 14   | 梁召明 |      |
| 15   | 曾武雄 |      |
| 16   | 曾武雄 |      |
| 17   | 溫志強 |      |
| 18   | 溫志強 |      |
| 19   | 李運光 | 現任 |

### 鄉政組織
三灣鄉公所是三灣鄉最高層級的地方行政機關，在中華民國政府架構中為鄉自治的行政機關，同時負責執行縣政府及中央機關委辦事項，三灣鄉的自治監督機關為苗栗縣政府。鄉長由全體鄉民直接選舉產生，任期為四年，可連選連任一次。三灣鄉公所並置鄉政會議，為鄉政最高決策機構，在鄉長之下，設有4課3室等7個內部單位及2個附屬機關。
三灣鄉民代表會是三灣鄉的最高民意機關，代表三灣鄉全體鄉民立法和監察鄉政。鄉民代表由公民直選選出，任期為四年，可連選連任。三灣鄉民代表會共有7位鄉民代表，分別為第一選區5席鄉民代表、第二選區1席鄉民代表、第三選區1席鄉民代表，主席、副主席由7位鄉民代表互選產生。

### 行政區
三灣鄉的行政區劃轄有三灣村、內灣村、銅鏡村、頂寮村、北埔村、大河村、大坪村、永和村等8村，共計93鄰。
| 三灣鄉行政區劃                                                    |
| 頂寮村 銅 鏡 村 內灣村 三灣村 北 埔 村 永 和 村 大 坪 村 大 河 村 |

## 教育

### 國民中學
- 苗栗縣立三灣國民中學

### 國民小學
- 苗栗縣三灣鄉三灣國民小學
- 苗栗縣三灣鄉三灣國民小學大坪分校

## 交通

### 公路
- 台3線
- 縣道124號：竹南鎮 － 頭份市 － 三灣鄉 － 南庄鄉 － 獅潭鄉

鄉內有竹南、南庄公路及中豐公路〈台3線〉分別貫通鄉之東西及南北，有苗栗客運行駛竹南→南庄公路，對外交通堪稱便利，此外近年相繼完成永和東興道8.5公里，銅頂道4.5公里，北 坪道6.4公里，新興道3.2公里，內埔道4.02公里，大坪道2.3公里，雙坑道3公里，北坑道3.3公里，已完成完整的鄉內交通網路。

### 客運
苗栗客運南庄線、富興線，有經過本鄉
- 苗栗客運 5804 竹南東站─南庄(經昌隆廣場、尚順、頭份、大南埔)
- 苗栗客運 5805 竹南─南庄(經頭份、獅頭山)
- 苗栗客運 5805A 竹南─南庄(經頭份、獅頭山) [台灣好行]
- 苗栗客運 5806 竹南─南庄(經頭份、大南埔)
- 苗栗客運 5810 竹南─富興(經大埔壩) （位於三灣的公車站只有：大埔壩入口、山灣咖啡、信修精舍、十寮坑）

## 旅遊

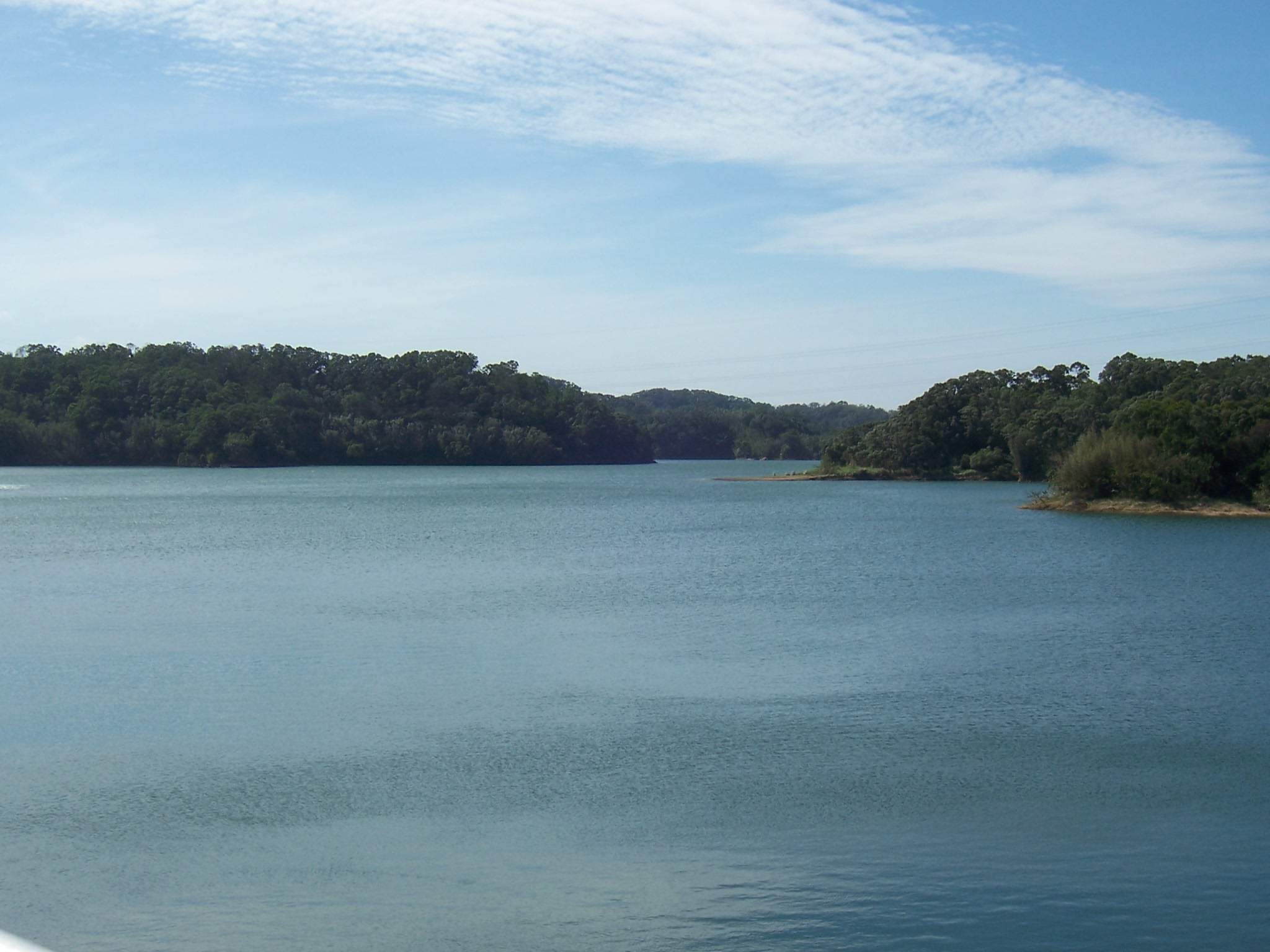
永和山水庫

- 永和山水庫（永安橋）
- 永和山福德祠
- 五穀廟
- 三灣石母祠
- 銅鏡山林步道
- 山塘背步道
- 獅頭山森林步道

## 特產
- 高接梨
- 土雞
- 稻米
- 草莓
- 三灣冬梨

## 外部連結
- 苗栗縣三灣鄉公所全球資訊網（页面存档备份，存于）（繁體中文）
- 三灣鄉公所系列活動的Facebook專頁（繁體中文）
- YouTube上的三灣鄉公所頻道（繁體中文）